# Яновская, Екатерина Васильевна
Екатерина Васильевная Яновская (1913-1994 года) — советская художница по стеклу, заслуженный художник РСФСР.

## Биография
Екатерина Яновская родилась в Петербурге в 1913 году. В 1949 году с отличием закончила факультет художественной обработки стекла и пластмасс Московского института прикладного и декоративного искусства. В 1949 году поступила работать на Ленинградский завод художественного стекла (ЛЗХС). В 1952 году возглавила художественную лабораторию при ЛЗХС. С 1952 года по 1975 год — главный художник завода, с 1975 — старший художник завода.
За 23 года работы в должности главного художника ЛЗХС собрала на заводе уникальное созвездие талантов: выпускниц Таллинского художественного института Л. Юрген и Х. Пыльд, а также выпускников ЛВХПУ им. Мухиной А. Остроумова, А. Аствацатурьяна, Ю. Бякова и других. На этот период её работы приходится формирование самобытной ленинградской школы художественного стекла, а ЛЗХС становится одним из ведущих предприятий в СССР по выпуску сортовой посуды.
С 1959 года состояла в Союзе художников СССР. В 1972 году Екатерине Яновской присвоено звание Заслуженного художника РСФСР.

## Творчество
Екатерина Яновская является автором разнообразных сервизов, ваз для цветов, конфет и фруктов, приборов для воды, молока, сока, компота и вина, штофов, блюд, кубков, фужеров, салатников, кувшинов для воды, приборов для десерта, пепельниц, скульптур, сувенирных изделий.
Над сервизами для массового изготовления Екатерина Яновская могла работать годами, развивая со временем ряд от нескольких до 50 предметов разного назначения. Она разработала и внедрила в производство 35 авторских разработок.

«В усиленной декоративности её произведений ощущается влюблённость в жизнь и умение видеть в обычных предметах и явлениях природы черты прекрасного. Одухотворить их своей художественной фантазией и из мира повседневности перенести в мир искусства.»— искусствовед М.М. Дубова "Екатерина Яновская"'
Среди её работ:
Ваза «Лето» и «Народная», наборы «Венок» и «Машенька», кубки «Лев», «Сокол», «Медведь» (1969), «Города-герои» (1975), стеклянные скульптуры «Сфинкс» и «Леший» (1979), ваза «Маяк» (1971), декоративные блюда «Он» и «Она» (1970), винные наборы Соты, Аэлита, Золотые купола, ваза Подкова.

## Выставки
Екатерина Яновская принимала участие в отечественных и международных выставках, проходивших в СССР и за рубежом.
- Всесоюзная выставка дипломных работ студентов вузов (Москва, 1949 год) — дебют.

Среди крупнейших выставок:
- Республиканская выставка произведений народного и прикладного искусства и художественной промышленности РСФСР (Москва, 1952 год)
- Всесоюзная промышленная выставка (Москва. 1955, 1958 года)
- «Народно-прикладное и декоративное искусство РСФСР» (Москва, 1957 год)
- Художественная выставка к VI Всемирному фестивалю молодежи и студентов (Москва. 1957 год)
- Выставка, посвящённая 20 съезду КПСС (Москва, 1957 год)
- Юбилейная художественная выставка, посвящённая 40-летию Октября (Ленинград, 1957 год)
- «Ленинградская промышленность к 250-летию Ленинграда» (Ленинград, 1957 год)
- Всемирная выставка в Брюсселе (1958 год)
- Республиканские художественные выставки «Советская Россия» (1960, 1965, 1967, 1970, 1975 года)
- Всесоюзная художественная выставка «Искусство — в быт» (Москва, 1961 год)
- Республиканская выставка декоративно-прикладного искусства (Ленинград, 1963 год)
- Всесоюзная выставка декоративно-прикладного искусства (1968, 1970 года)
- Всесоюзная выставка «50 лет советской художественной керамики и стекла» (Москва, 1968, 1969 года)
- «Экспо-70» (Япония, Осака, 1970 год)
- Всесоюзная художественная выставка «Слава труду», посвящённая 25 съезду КПСС (Москва, 1976 год)
- «Искусство принадлежит народу» (Ленинград, 1977 год)
- «Советские женщины» (США, 1978 год)

Персональные выставки:
- «Художественное стекло Е.В. Яновской» к 30-летию творческой деятельности (Ленинград, 1979 год)[3]
- Выставка произведений Е.В. Яновской, приуроченная к 100-летию со дня рождения художницы (Санкт-Петербург, Белый зал Музея художественного стекла Центрального парка культуры и отдыха им. С.М. Кирова, 2013-2014 года)[5]

## Награды
За произведения, участвовавшие в выставках и конкурсах, Екатерина Яновская была отмечена наградами и премиями. Среди них:
- Диплом 2-й степени Минкульта СССР за участие в выставке декоративно-прикладного искусства РСФСР (1956 год)
- Диплом 1-й степени Минкульта СССР за участие в юбилейной выставке произведений художников РСФСР, посвященной 40-летию Великой Октябрьской социалистической революции (1958 год)
- Почётная грамота СХ РСФСР за участие в юбилейной выставке «Ленинград» (1967 год)
- Медаль за участие в 3-й республиканской выставке «Советская Россия» (1967 год)
- Диплом 3-й степени СХ СССР, Министерства промышленности строительных материалов РСФСР и журнала «Декоративное искусство СССР» за участие в выставке «Хрустальный конкурс журнала «Декоративное искусство СССР» (1969 год)
- Медаль за участие в 4-й республиканской выставке «Советская Россия» (1970 год)
- Диплом 2-й степени Минкульта СССР и РСФСР, Министерства промышленности строительных материалов РСФСР, СХ СССР и РСФСР за участие вы выставке «Художественное стекло заводов Российской Федерации» (1973 год)
- Диплом Совета Министров РСФСР за участие в выставке массовых видов художественных изделий, выпускаемых предприятиями РСФСР (1973 год)
- «Гран-при» Международной выставки стекла и фарфора «Яблонец-76» за композицию «Русь» (ЧССР, 1976 год)[3]